# Meadows Place
Meadows Place es una ciudad ubicada en el condado de Fort Bend en el estado estadounidense de Texas. En el Censo de 2010 tenía una población de 4.660 habitantes y una densidad poblacional de 1.910,02 personas por km².

## Geografía
Meadows Place se encuentra ubicada en las coordenadas 29°39′3″N 95°35′13″O / 29.65083, -95.58694. Según la Oficina del Censo de los Estados Unidos, Meadows Place tiene una superficie total de 2.44 km², de la cual 2.44 km² corresponden a tierra firme y (0%) 0 km² es agua.

## Demografía
Según el censo de 2010, había 4.660 personas residiendo en Meadows Place. La densidad de población era de 1.910,02 hab./km². De los 4.660 habitantes, Meadows Place estaba compuesto por el 65.13% blancos, el 9.27% eran afroamericanos, el 0.56% eran amerindios, el 17.3% eran asiáticos, el 0.11% eran isleños del Pacífico, el 4.46% eran de otras razas y el 3.18% pertenecían a dos o más razas. Del total de la población el 18.18% eran hispanos o latinos de cualquier raza.